# Duaal onderwijs
Duaal onderwijs is een onderwijskundige term om aan te duiden dat een student leren en werken combineert. 
Sommige beroepen lenen zich beter dan andere voor deze vorm van beroepsvorming.
- Beroepen die dicht bij de ervaringswereld van de lerende blijven, lenen zich bij uitstek voor BBL-trajecten. Te denken valt aan dienstverlenende en verzorgende beroepen met direct contact tussen klant en beroepsbeoefenaar.
- Beroepen waarbij een uitgebreidere theoretische achtergrond verwacht wordt, en die daardoor verder van de directe ervaringswereld van de lerende af staan, lenen zich meer voor een BOL, een beroepsopleidende leerweg.

## Nederland
In Nederland doelt men dan doorgaans op het hoger onderwijs. Het systeem is in Nederland vrij verspreid aan hogescholen en universiteiten. Op het niveau van middelbaar beroepsonderwijs is het aanbod sterk wisselend.
Vanaf 1995 leverde de Nederlandse minister van onderwijs inspanningen om voltijd-, deeltijd- en duaal onderwijs meer gelijk(waardig) te behandelen.
In het MBO wordt de term tegenwoordig veel vervangen door BBL: Beroepsbegeleidende leerweg.

## Vlaanderen
In Vlaanderen wordt veel minder gebruikgemaakt van deeltijdonderwijs, hoewel het "structuurdecreet" van de bachelor-masterstructuur dit via de invoering van het credit-systeem uitdrukkelijk mogelijk maakt: studenten kunnen de studieduur spreiden over verschillende jaren, gecombineerd met werken. 
Daarnaast bepaalt het structuurdecreet dat studenten zich in een hogeschool of universiteit kunnen inschrijven voor een "examencontract". Ze betalen dan een klein inschrijvingsgeld, volgen geen les, en leggen alleen de examens af aan de instelling. Dit komt dus neer op zelfstudie. 
De meeste grote instellingen voor hoger onderwijs geven toch een vorm van begeleiding. Die kan bestaan uit support via een elektronisch leerplatform en/of het organiseren van tussentijdse bijeenkomsten waarop leerstof kan worden toegelicht, of waar docenten vragen kunnen beantwoorden.
Een oudere vorm van combinatie leren-werken is er veel meer verspreid: het onderwijs voor sociale promotie.
Duaal leren in het hoger onderwijs bestaat in Vlaanderen slechts in één opleiding, namelijk de professionele bacheloropleiding retailmanagement aan de HoGent. Het volledige opleidingsprogramma is er uitgewerkt in een samenwerking met de retailsector. Om beurten studeren de ingeschrevenen drie weken aan de hogeschool en daarna gaan ze drie weken op de werkvloer leren - onder begeleiding van een docent-begeleider en van een bedrijfscoach.

## Duitsland
In Duitsland is deze vorm van onderwijs de standaard met betrekking tot de opleidingen die in Nederland onder het MBO vallen.